# 昆野睦武

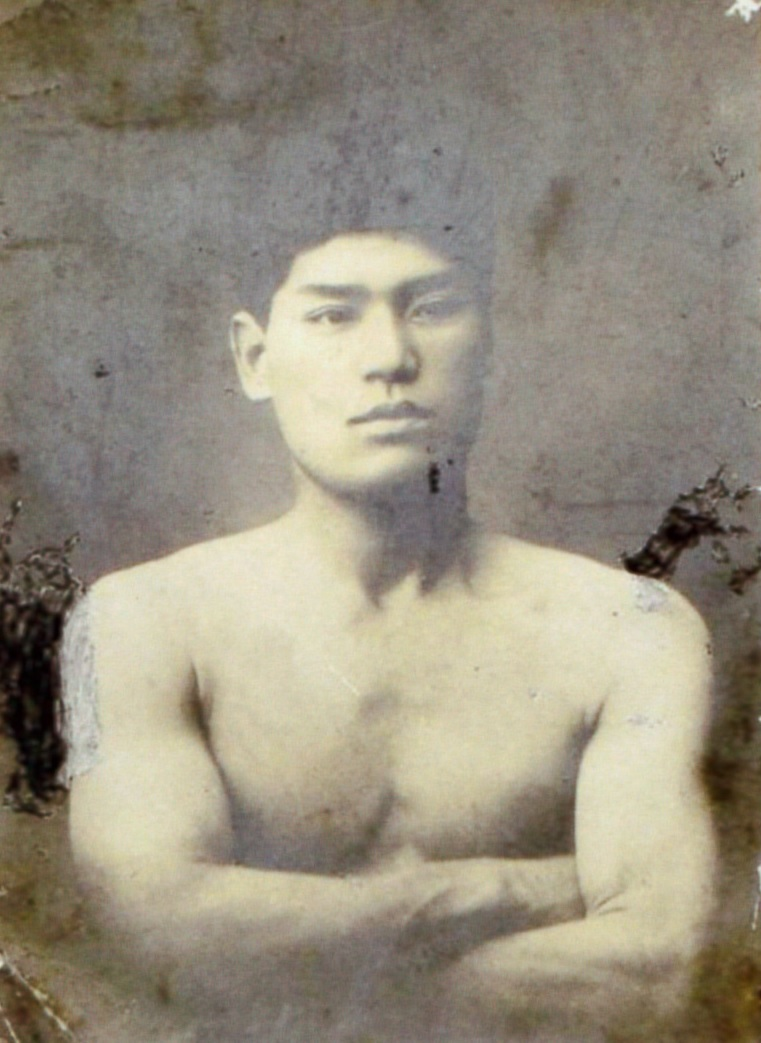
昆野睦武（1909年）

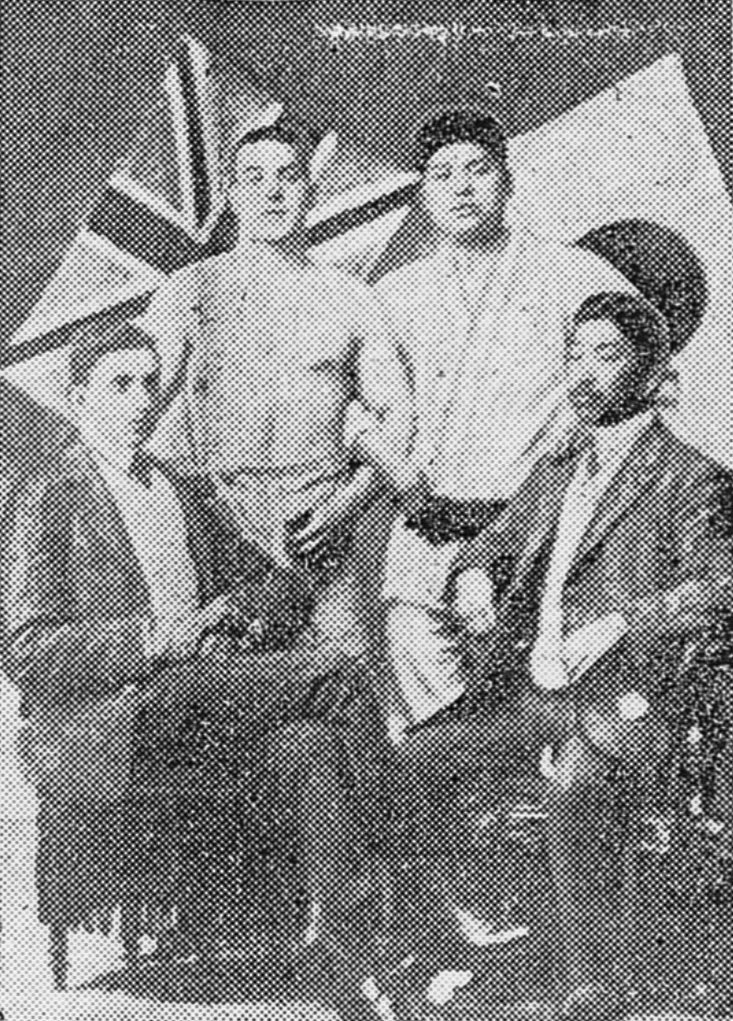
1909年スミス戦の前に撮影された（後列右が昆野）

昆野 睦武（こんの つかのり、1885年6月 - 1917年）は、日本の柔道家。
1885年（明治18年）6月に岩手県久慈町（現久慈市）に生まれる。1909年（明治42年）に横浜羽衣座で、内外の注目を浴びて行われた英国人ボクシングチャンピオンのスミスと柔道対ボクシングの国際試合を行いチャンピオンとなった。
昆野は三船久蔵十段の1年後輩で、講道館入門後四段まで昇段したが、義侠心からの喧嘩が絶えなかったため、三船久蔵十段と並び称された鬼才を惜しまれながら講道館を破門された。
英人スミスとの試合は1909年、英国海軍の艦隊がその威容を誇るため横浜に寄港した際に申し込まれた。挑戦を受けた講道館、以前に洋行中の山下八段がボクシングとの試合に負けた後であったので、会議を開き、破門中の昆野に出京を促した。ボクシングなどは全く知らなかった当時の日本だけに、試合は世紀の大決戦として注目を集めた。激しい戦いの応酬で昆野は肋骨を2本折られながらも7勝1敗で世界一のスミスを破った。賞として当時の金額で2千円、純銀直径二尺のお盆その他をもらったが、講道館を破門されていた昆野の再起には役に立たず、1917年に32歳で死去した。